# Sinophorus desertus
Sinophorus desertus är en stekelart som beskrevs av Dmitriy R. Kasparyan 1976. Sinophorus desertus ingår i släktet Sinophorus och familjen brokparasitsteklar. Inga underarter finns listade i Catalogue of Life.